# Бартель Бегам
Барте́ль Бега́м (нім. Barthel Beham, 1502 — 1540) — німецький художник, портретист, графік, гравер доби Відродження, учень Альбрехта Дюрера.

## Біографія
Народився в Нюрнберзі у 1502 році в родині художника. Разом зі старшим братом Себальдом (1500—1550) навчався в майстерні Альбрехта Дюрера.
У 1525 році братів разом зі ще одним нюрнберзьким художником — Георгом Пенцою (1500–1550) — судили, їх було вислано з Нюрнберга за атеїстичні погляди і висловлювання революційних ідей. З 1527 року Бартель працював на Вільгельма Баварського, якому зобов'язаний поїздкою до Італії — приблизно у 1530 році — для навчання.
Помер у 1540 році, у Венеції, під час другої подорожі до Італії.

## Творчість
Картини Бартеля зберігаються в Берлінському музеї (частини вівтаря), Мюнхенській пінакотеці («Віднаходження Святого Хреста», 1530), Віденському музеї («Розп'яття») та інших місцях. Хоча він більш відоміший як гравер — створив 85 естампів. Як і брат Себальд, належить до майстрів гравюри малого формату, так званих «маленьких майстрів» (нім. «Kleinmeister»).